# Fall Marco Polo
Das als Fall Marco Polo (jap. マルコポーロ事件 Maruko Pōro jiken) bezeichnete Ereignis ist ein schwerwiegender Zwischenfall des japanischen Revisionismus bzw. der Holocaust-Leugnung. Er begann 1995 mit einem im Februarheft des japanischen Monatsmagazins „Marco Polo“ (fortan MP) abgedruckten Artikel, in dem der Arzt Masanori Nishioka (jap. 西岡 昌紀) behauptete, dass alle Zeugnisse der Gaskammern im Konzentrationslager Auschwitz-Birkenau von den Alliierten produziert worden seien und es ursprünglich keinen Plan zur Vernichtung der Juden gegeben hätte. Nachdem ausländische Medien über diesen Artikel berichteten, wurde das Verlagshaus Bungeishunjū, welches MP publizierte, von jüdischen Vereinen und anderen Gruppen heftig kritisiert. Als Folge dieser Kritik erwogen viele Unternehmen, die Anzeigenaufgabe bei allen Publikationen von Bungeishunjū einzustellen. Daraufhin rief der Verlag alle im Handel befindlichen Magazine zurück. Außerdem wurde MP selbst eingestellt und die Kündigung der für den Artikel verantwortlichen Personen veranlasst, darunter der Präsident des Verlages und der Chefredakteur von MP.

## Kontroverse
Der Autor behauptet, im Konzentrationslager Auschwitz-Birkenau habe es keine Gaskammern gegeben, und es habe auch keinen Plan gegeben, die Juden zu vernichten. Um dies zu beweisen, führt er folgende Argumente an:
1. Die Kammer im Konzentrationslager, die als Gaskammer bezeichnet wird, habe keine Vorrichtung, um darin mit Gas Menschen zu töten. Sie habe z. B. keinen Ventilator und keine Anlage, das Gas Zyklon B zu heizen.
2. Die Endlösung habe nicht die Vernichtung der Juden bedeutet, sondern die Umsiedlung der Juden. Es gebe keine Beweise für die Vernichtung der Juden, aber Beweise für eine geplante Umsiedlung.

Er zog den Schluss, dass das Konzentrationslager nicht für den Mord an den Juden vorgesehen gewesen sei. Es habe nur der Vorbereitung zur Umsiedlung der Juden gedient. Später hätten die Alliierten, vor allem die aus kommunistischen Ländern, absichtlich aus dem Lager zur Vorbereitung der Umsiedlung ein Vernichtungslager gemacht.
Gegen diesen Artikel wurden von Deutschlandhistorikern Einwände erhoben. Sie argumentierten, dass die ganze Argumentation Nishiokas falsch sei, und widerlegten seine Behauptungen ausführlich. Neue Materialien wie Jean-Claude Pressacs „Die Krematorien von Auschwitz“ erwähnend, erklärten sie die Struktur der Gaskammer. Sie sagten, der Ventilator sei schon gefunden worden, und Zyklon B brauche keine Heizung, um zu verdampfen. Und sie erklärten, es gebe Beweisstücke, in denen Militärs und Politiker wie Himmler und Goebbels die Vernichtung anwiesen, obwohl ein Befehl von Hitler selbst fehlte. Außerdem könnten die Wörter wie „Umsiedlung“ und „Evakuation“ auch Vernichtung bedeuten. Die Details der Einwände von den Historikern kann man im Buch „Auschwitz und die ‚Auschwitzlüge‘“ vom Verlag Hakusuisha nachlesen, der auch eine Übersetzung von Till Bastians „Auschwitz und die ‚Auschwitzlüge‘“ (Verlag C. H. Beck) herausgab.

## Resultat
Bevor die den Artikel enthaltenden Zeitschriften verkauft wurden, hatten europäische Medien über den Inhalt dieses Artikels berichtet. Am 25. Januar schrieb Uwe Schmitt, ein Korrespondent der Frankfurter Allgemeine Zeitung in Tokio, einen diesen Artikel vorstellenden Text, der diese Holocaust-Leugnung außerhalb Japans bekannt machte.
Ende Januar protestierte das Simon Wiesenthal Center in Los Angeles, eine jüdische Organisation für Menschenrechte, gegen den Artikel und forderte Unternehmen auf, in Publikationen des Bungei-Shunjū-Verlages keine Anzeigen mehr zu schalten. Aufgrund dieser Maßnahme des Centers wurde der Verlag zu einer öffentlichen Entschuldigung und zur Kündigung der den Artikel betreffenden Angestellten gezwungen. Als Folge wurden der Verlagsleiter Kengo Tanaka und der Chefredakteur Kazuyoshi Hanada von ihren Posten entbunden, und die Redaktionsmitglieder von MP wurden zu einer Teilnahme an einem Seminar im Wiesenthal Center und an der Exkursion nach Auschwitz verpflichtet. Alle bereits im Buchhandel befindlichen Exemplare von MP wurden am 27. Januar (an diesem Tag konnte man das Magazin kaufen) aus dem Buchhandel zurückgerufen, MP selbst wurde auch eingestellt und damit der Skandal um MP abgeschlossen.

## Rezeption
Auch nachdem das Ereignis abgeschlossen war, ging die Diskussion über den Fall weiter. Einer der wichtigsten Streitpunkte war dabei die Pressefreiheit. Der Boykottaufruf des Wiesenthal Centers und die folgenden Maßnahmen des Bungei-Shunjū-Verlages wurden von japanischen Revisionisten kritisiert.
Gemäßigte Kritiker wie Takahiro Otsuki und Ken Yasuhara forderten, dass MP mit dem Artikel Nishiokas und gleichzeitig zusammen auch mit Artikeln, die dagegen argumentierten, hätte publiziert werden sollen.
Der Literaturkritiker Hidemi Suga argumentierte unter Bezug auf die Diskussion zwischen Hayden White und Carlo Ginzburg, das Gesetz der Pressefreiheit sei nicht neutral, sondern schaffe einen Ort für den politischen Diskurs. In Japan selbst, dem Verbündeten der Nationalsozialisten im Zweiten Weltkrieg, sei der Holocaust politisch kein wichtiges Problem gewesen. Im Namen der Pressefreiheit dürfe auch die Holocaust-Leugnung auftreten.